# Joaquim Rafael Branco
Joaquim Rafael Branco (1953) es un político santotomense. Preside el MLSTP/PSD y fue el primer ministro de Santo Tomé y Príncipe del 22 de junio de 2008 al 14 de agosto de 2010.
Anteriormente fue Ministro de Asuntos Exteriores desde 2000 a 2001. Fue ministro de Trabajo en julio de 2003, pero fue detenido por los militares durante el fallido golpe de Estado del mayor Fernando Pereira.
Cuando el primer ministro Patrice Trovoada perdió una moción de confianza propuesta por el MLSTP/PSD, en mayo de 2008, el presidente Fradique de Menezes llamó a Branco para ocupar el cargo dejado por Trovoada. El partido de éste, la Acción Democrática Independiente denunció la designación de Menezes para que formara gobierno el MLSTP/PSD por inconstitucional. Branco formó gobierno además con el Partido de la Convergencia Democrática que ya formaba parte del gobierno de Trovoada.